# Ямада, Нобухиса
Нобухиса Ямада (яп. 山田 暢久, род. 10 сентября 1975, Фудзиэда, Сидзуока) — японский футболист.

## Клубная карьера
На протяжении своей футбольной карьеры вплоть до 2013 года выступал за клуб «Урава Ред Даймондс».

## Карьера в сборной
С 2002 по 2004 год сыграл за национальную сборную Японии 15 матчей, в которых забил 1 гол. Участвовал также в Кубке конфедераций 2003 года.

### Статистика за сборную
| Сборная Японии | Сборная Японии | Сборная Японии |
| Год            | Матчи          | Голы           |
| -------------- | -------------- | -------------- |
| 2002           | 1              | 0              |
| 2003           | 11             | 0              |
| 2004           | 3              | 1              |
| Итого          | 15             | 1              |

## Достижения
- Чемпион Джей-лиги: 2006
- Обладатель кубка Императора (2): 2005, 2006
- Обладатель кубка Джей-лиги: 2003